# Proteggi la mia terra
Proteggi la mia terra (ぼくの地球を守って?, Boku no chikyū wo mamotte), anche conosciuto con il titolo internazionale Please Save My Earth o con l'abbreviazione Bokutama, è un manga shōjo fantascientifico disegnato da Saki Hiwatari.
Il manga fu pubblicato dalla Hakusensha dal 1987 al 1994 sulla rivista Hana to yume, e raccolto in ventuno tankōbon. La serie è stata adattata in una serie di sei OAV nel 1993. In Italia il manga è stato pubblicato dalla Planet Manga a partire dal 1998, mentre l'anime dalla Yamato Video nello stesso anno.
Dal manga sono seguiti due sequel: il primo, intitolato La luce della Luna, è stato serializzato dal 2003 e pubblicato in Italia sempre da Panini Comics; il secondo, Boku wa Chikyuu to Utau - Boku Chikyuu Jiseidai Hen, è tuttora serializzato su Bessatsu Hana to yume.

## Trama
La storia di Proteggi la mia terra ruota intorno alla studentessa Arisu Sakaguchi, un bambino di sette anni Rin Kobayashi, e altri cinque studenti che hanno frequentemente dei sogni collettivi relativi ad un gruppo di scienziati alieni di stazione sulla Luna, che osservano e raccolgono dati relativamente alla Terra.
All'inizio della storia, Arisu apprende che i suoi compagni di classe Jinpachi ed Issei hanno quei sogni ricorrenti sin dalle scuole medie, ma è soltanto quando quei sogni iniziano a venire anche a lei, che Arisu cerca di scoprire cosa stia succedendo. I tre ragazzi si rendono conto che ogni volta i loro sogni sono vissuti dal punto di vista di uno dei sette scienziati della base lunare, che è di volta in volta sempre lo stesso per ognuno dei ragazzi, e decidono di trovare le altre quattro persone che probabilmente hanno gli stessi sogni.
Quasi come se si trattassi di un gioco, Arisu, Jinpachi ed Issei si mettono alla ricerca delle quattro persone che hanno in comune con loro lo stesso sogno, nella speranza di dare un senso all'intera vicenda. Dopo un suggerimento da parte di Issei ed un po' di pazienza e fortuna, i tre ragazzi riescono a mettersi in contatto con le altre quattro persone che si rivelano essere tre adolescenti ed un bambino (poiché reincarnatosi di nuovo successivamente alla morte del primo reincarnato). Insieme i sette giovani iniziano a ricostruire sulla base dei rispettivi sogni l'intera vicenda e si rendono conto che non si tratta di semplici sogni, ma di ricordi delle loro passate reincarnazioni di scienziati sulla Luna. Tuttavia man mano che il passato viene svelato, iniziano a riaffiorare fra i sette ragazzi le stesse rivalità, gli stessi sentimenti e le stesse gelosie dei sette scienziati, che tanti anni prima portarono alla loro tragica fine.

## Personaggi e doppiatori
Arisu Sakaguchi (坂口亜梨子?)
Ha 16 anni e ha il potere di comunicare con le piante e riesce a capire gli animali che per questo tendono ad avvicinarsi a lei. Il suo nome è scritto in caratteri giapponesi come 亜梨子, ma la pronuncia Arisu rimanda anche alla trasposizione in giapponese del nome inglese Alice, che normalmente verrebbe scritta con アリス tramite katakana. In effetti, nel primo volumetto dell'edizione italiana, lei stessa spiega che il nome è stato scelto dalla madre ispirandosi al romanzo Alice nel paese delle meraviglie, di cui è appassionata. Nello stesso dialogo una sua compagna di classe chiede: "Quindi ti ha dato questo nome sperando che tu potessi comunicare con qualsiasi creatura?".
Identità aliena: Mokuren
Anche se lei sembra rifiutare per qualche strano motivo di voler risvegliare questo ricordo. Lei stessa sostiene più volte di non poter essere Mokuren, anche se gli altri protagonisti cercano di convincerla del contrario, ed in altri passaggi di aver paura che ricordare la vita passata possa in qualche modo influenzare negativamente quella corrente (sembra temere di perdere la sua identità).Caratteristiche: Molto timida e introversa, soprattutto all'inizio del racconto, pian piano sembra comunque prendere coraggio e aprirsi un po' di più: almeno con le persone che le stanno più vicino (forse si comporta così anche perché molto sensibile). Dolce e affettuosa, si trova molto più a suo agio e riesce a trasmettere meglio i suoi sentimenti stando immersa nella natura che trovandosi in compagnia di esseri umani. Insicura, teme le persone troppo sicure di sé, probabilmente perché non sa esattamente come reagire e non avendo un carattere deciso, viene spesso sottomessa dalle persone prepotenti. Ha paura di avvicinarsi agli altri e aspetta sempre siano loro a fare il primo passo. Ha un forte senso di colpa per ciò che ha involontariamente causato a Rin e questo la condiziona ulteriormente. La sua timidezza nasconde un carattere impulsivo, che però compare poche volte e si mostra soprattutto nel primo volume, quando dà uno schiaffo a Rin presa dalla rabbia, dimenticando che il bambino era seduto sulla ringhiera del terrazzo.
Rin Kobayashi (小林輪?)
Ha 7 anni, nove in meno degli altri ragazzi, ed è figlio dei vicini di casa di Arisu, della quale è innamorato. Prima di ricordarsi del suo passato come Shion è un bambino come tanti ma in seguito dimostrerà di poter pensare e agire come un adulto.
Identità aliena: Zaites Shion
Fa parte del team di scienziati in quanto ingegnere di prim'ordine. A causa della sua infanzia infelice (è orfano di entrambi i genitori) ha un carattere difficile e scontroso. Sulla base lunare fa coppia con Mokuren.
Jinpachi Ogura (小椋迅八?)
È un compagno di classe di Arisu, e prova dell'attrazione nei suoi riguardi. Il suo migliore amico è Issei, ma la loro amicizia verrà insidiata dalla scoperta dagli eventi del loro passato sulla Luna.
Identità aliena: Oantisha Gyokuran
A differenza di Shion, di cui è amico dall'infanzia, ha un carattere solare e gentile. Ha stima per Shion, ma il rapporto non è reciproco, infatti viene spesso deriso da Shion alle spalle. Sulla base lunare è innamorato di Mokuren.
Issei Nishikiori (錦織一成?)
È compagno di classe di Arisu e Jinpachi. Ha un carattere mite e pacifico, e conoscerà dei momenti di crisi dopo essersi ricordato del suo rapporto con Jinpachi sulla base lunare.
Identità aliena: Topeko Rool Enju
Ha un carattere gentile e comprensivo, e prova dei sentimenti nei riguardi di Gyokuran, che però non ha occhi che per Mokuren.
Sakura Kokusho (国生桜?)
È spigliata e forte e la sua personalità non differisce molto da quella del suo alter ego sulla Luna. Ha particolarmente a cuore Nishikiori, che spinge a confidarsi con lei dei suoi problemi.
Identità aliena: Rokishi Anool Shusuran
È la migliore amica di Enju, ha un carattere forte e dice sempre quello che pensa e per quanto si lamenti a non volerle fare da balia è sempre pronta ad ascoltare Enju nei momenti difficili.
Haruhiko Kasama (笠間春彦?)
È per metà giapponese e per metà indiano. Non gode di buona salute, infatti è spesso malato. Ha un bel rapporto di amicizia con Tamura, che vede in lui il fratellino morto.
Identità aliena: Remsaine Shukaido
Ha un carattere mite, ma dietro questa pacatezza si celano dei sentimenti di rancore che si ritorceranno contro Shion.
Daisuke Dobashi (土橋大介?)
È il primo a ricordarsi della propria vita sulla base lunare. Ha come hobby l'astrologia ed organizza gli incontri del gruppo che si tengono in casa sua. Conosce Sakura già da prima della riunione del gruppo.
Identità aliena: Okutako Sanooru Hiragi
È il leader del progetto, glottologo dalle grandi capacità, saggio e riflessivo. Spettano a lui le decisioni più importanti della spedizione.

### Identità terrestri
| Personaggio       | Doppiatore originale | Doppiatore italiano  |
| ----------------- | -------------------- | -------------------- |
| Arisu Sagakuchi   | Yuri Shiratori       | Patrizia Salmoiraghi |
| Rin Kobayashi     | Yumi Tōma            | Monica Bonetto       |
| Daisuke Dobashi   | Nobuo Tobita         | Marcello Cortese     |
| Haruhiko Kazama   | Kappei Yamaguchi     | Claudio Moneta       |
| Sakura Kokushyo   | Naoko Matsui         | Emanuela Pacotto     |
| Issei Nishikiyori | Ryotaru Okiayu       | Diego Sabre          |
| Jinpachi Ogura    | Toshiyuki Morikawa   | Claudio Ridolfo      |

### Identità aliene
| Personaggio          | Doppiatore originale | Doppiatore italiano |
| -------------------- | -------------------- | ------------------- |
| Mokuren (Aquilegia)  | Emi Shinohara        | Dania Cericola      |
| Shion (Shion)        | Shō Hayami           | —                   |
| Hiiragi (Heliopsis)  | Nobuo Tobita         | —                   |
| Shukaido (Silene)    | Yasunori Matsumoto   | Simone D'Andrea     |
| Shusuran (Centaurea) | Naoko Matsui         | Emanuela Pacotto    |
| Enju (Aster)         | Yoshino Takamori     | Diego Sabre         |
| Gyokuran (Adone)     | —                    | —                   |

## Media

### Manga
Proteggi la mia terra è stato scritto e disegnato da Saki Hiwatari. La serie è stata serializzata dalla Hakusensha sulla rivista shōjo Hana to yume dal 1987 al 1994. I capitoli della serie sono stati successivamente raccolti in 21 tankōbon. Successivamente la serie è stata nuovamente ristampata in 12 bunkoban (un formato più piccolo, ma qualitativamente migliore) nel 1998. Il manga è stato pubblicato in Italia dalla Planet Manga in 32 volumi, editi dal 1998 al 2000. Durante Lucca Comics & Games 2021 è stata annunciata una nuova edizione in 12 volumi, pubblicata a partire da aprile 2022.

### OAV

Scena tratta dall'anime

Please Save My Earth è stato adattato in una serie di sei OAV diretti da Kazuo Yamazaki e prodotti dalla Production I.G. I sei episodi dell'anime coprono grossomodo metà dell'intera storia del manga. La serie è stata pubblicata in Italia dalla Yamato Video, che ha raccolto i sei episodi in tre VHS nel 1998.
| Nº | Titolo italiano Giapponese 「Kanji」 - Rōmaji | Pubblicazione     | Pubblicazione |
| Nº | Titolo italiano Giapponese 「Kanji」 - Rōmaji | Giapponese        | Italiano      |
| 1  | Awakening 「覚醒めざめ」                      | 17 dicembre 1993  | 1998          |
| 2  | The Meeting 「出会い」                        | 25 febbraio 1994  | 1998          |
| 3  | Memories of the Moon 「月の記憶」             | 25 marzo 1994     | 1998          |
| 4  | Thoughts 「想い」                             | 27 maggio 1994    | 1998          |
| 5  | ESP 「E・S・P」                               | 22 luglio 1994    | 1998          |
| 6  | Reincarnation, and then... 「転生、そして…」  | 23 settembre 1994 | 1998          |

### Film
Please Save My Earth Movie: From Arisu to Rin-kun è un film di due ore, che attraverso la narrazione di Arisu, ricorda gli eventi raccontati nei sei OAV. Nel film sono stati aggiunte alcune nuove animazioni relative ad alcune scene di Arisu con Rin.

### Image Video
Please Save My Earth Music Image Video: The Passing of the Golden Age è uno speciale OAV, composto da sei video musicali realizzati con immagini tratte dagli OAV, e con l'aggiunta di nuove animazioni. In Giappone questi video sono stai pubblicati in un unico DVD, intitolato come quarto volume della serie OAV.
Titoli degli Image video
1. Prologue ~Kiniro no toki nagarete~
2. Mikazuki no shindai
3. Yume no sumika
4. Moon Light Anthem ~Enju 1991~
5. Ring
6. Tokete yuku jikan
7. Toki no kioku
8. Epilogue: Etude ~Tensei gensō~

I titolo riprodotti in Tv sull'ex-emittente GAY.tv che andò in onda tra l'anno 2002/2005 spesso in replica.
- Incontri (Prima parte)
- Incontri (Seconda parte)
- Memorie (Prima parte)
- Memorie (Seconda parte)
- Rinascite (Prima parte)
- Rinascite (Seconda parte)